# Райковецьке городище

Райковецьке городище — городище на підвищеному лівому березі річки Гнилоп'яті в урочищі Лука біля села Райки Бердичівського району Житомирської області. Це залишки невеликого укріпленого міста Київської Русі VII — 1-ї половини XIII століття. Про загибель Райковецького городища існує декілька версій. Перша з них (В.К. Гончаров) – знищення городища монголо-татарами в 1241 р., друга – (Т.М. Мовчанівський) – військом князя (короля) Данила Романовича (Галицького) в 1257-1258 р. під час карального походу у Болохівську землю, мешканці якої були "людьми татарськими". Згідно літописних відомостей, це міг бути і син Данила - князь Шварн, який у 1258 році сплюндрував і спалив міста і села Болохівщини, а «вали їх розкопав». За рік ординські війська витіснили Данила з цих земель і князь відмовився від контролю над ними.
Досліджене у 1929—1935 і 1946 роках Інститутом археології АН УРСР (розкопи Т.Мовчанівського, П.Курінного, В.Гончарова). Це були наймасштабніші, як на той час, розкопки давньоруского городища на території України. Т. М. Мовчанівський працював над підготовкою публікації розкопок городища. Він стверджував, що мешканці городища трагічно загинули під час каральної експедиції військ князя. Данила Романовича Галицького проти болоховських князів – на той час татарських сателітів – у 1257—1258 рокахПроте його намірам не судилося здійснитися, оскільки він був репресований. Матеріали ж його роботи, видані у монографії В. К. Гончарова 1950 року, набули цілком іншої інтерпретації - йшлося вже руйнування міста "монголо-татарами". 
Оборонну систему міста становив глибокий (на 7 м) рів і високий земляний вал з виходами на дитинець; він служив за приміщення для мешкання та господарських складів; центральна частина городища була  не забудована; на ній відкрито кілька напівземлянок, що служили для згону худоби, зберігання корму, виробу залізних та ювелірних предметів. По периметру округлого майданчика городища площею 0,3 га відкрито обвуглені рештки суцільної конструкції з понад 50-ти зрубних житлових і госп. приміщень, а в середній частині – 8 напівземлянкових жител, два скупчення попелу від стогів сіна чи соломи та загін для худоби. Виявлено багато кістяків людей і домашніх тварин, які загинули під час ворожого нападу.  
Горно для плавки заліза та печі для випалювання глиняного посуду були поза валом міста. 
При розкопках було знайдено велику кількість решток хліборобського знаряддя, кісток свійських тварин, тисячі побутових і господарських предметів, зброї і культових речей. У деяких приміщеннях знайдено цінні прикраси, залишки золотої та срібної парчі, мідний позолочений посуд і т. д. Під руїнами житлових і господарських споруд збереглися кістки загиблих людей та домашніх тварин.
Про проживання в городищі знатного феодала-воєначальника та його загонів засвідчують знахідки позолочених булав, стріл та бойова сокира, інкрустована дорогоцінним камінням та сріблом. Про торгівельні зв’язки городища з іншими регіонами засвідчують знахідки виробів чужого виробництва – шовкових та оксамитових тканин, каролінгського меча та жіночих прикрас. 
Від назви урочища, де розташоване городище, також походить назва лука-райковецької археологічної культури.